# Brazzaville

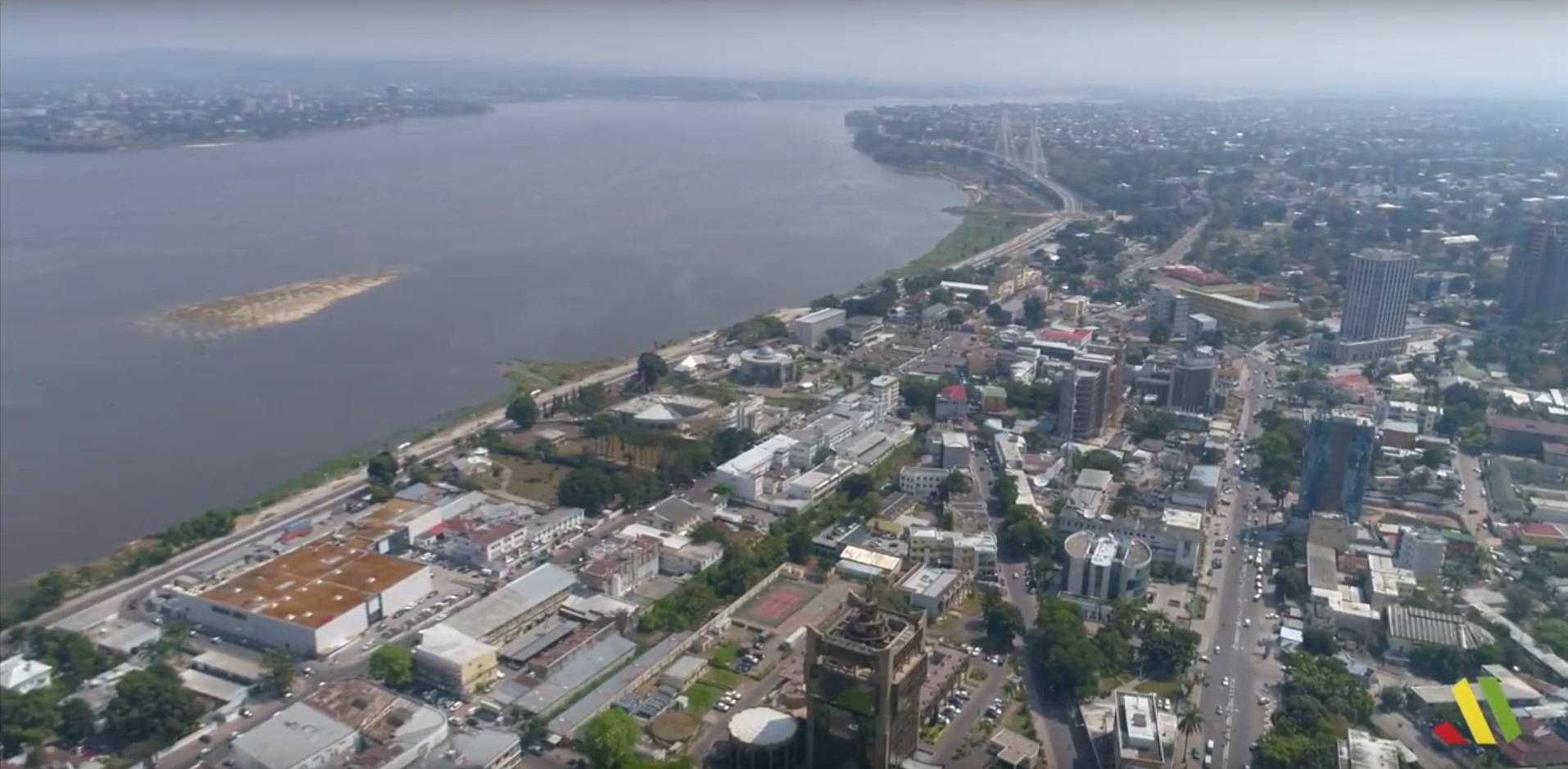
Brazzaville aus der Vogelperspektive

Brazzaville [brazaˈvil] ist die Hauptstadt sowie ein Departement der Republik Kongo mit etwa 2,14 Millionen Einwohnern (Stand Mai 2023, Volkszählung).

## Geographie
Brazzaville liegt gegenüber von Kinshasa, der Hauptstadt des Nachbarstaats Demokratische Republik Kongo, am westlichen Ende des Pool Malebo, einer Aufstauung des Flusses Kongo. Beide Städte werden durch eine Fähre verbunden. Die Stadt und somit der Hauptstadtdistrikt grenzt im Norden an das Département Pool und im Süden an die Demokratische Republik Kongo, das frühere Zaire.
Ein weithin sichtbares Wahrzeichen der Stadt ist der 106 Meter hohe Tour Nabemba.

## Geschichte

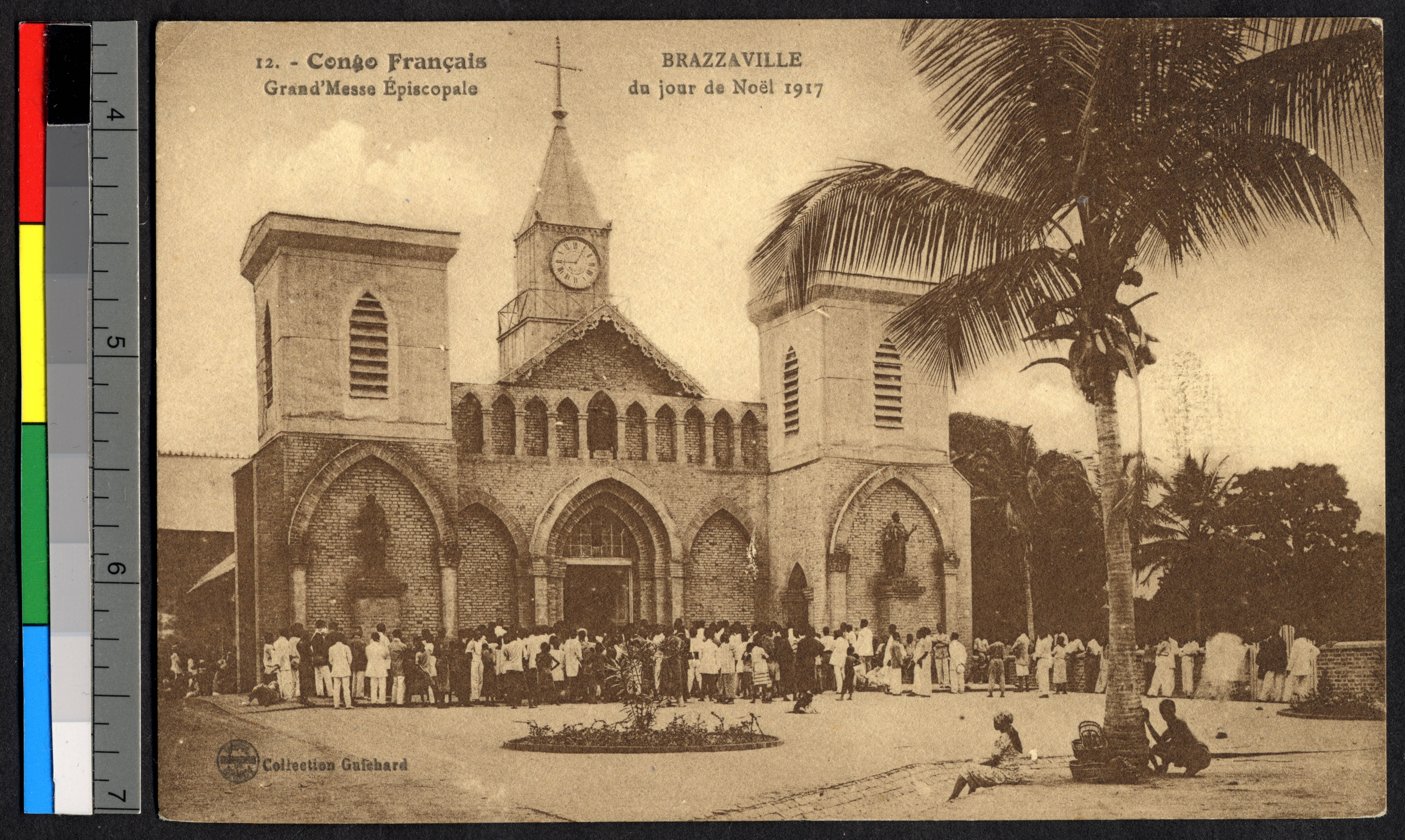
Kathedrale von Brazzaville, 1917

Benannt ist die Stadt nach dem in französischen Diensten stehenden italienischen Adeligen Pierre Savorgnan de Brazza. Er legte 1883 an diesem Platz eine Handels- und Missionsstation an, aus der sich die Stadt entwickelte. Die Station lag auf dem rechten (nördlichen) Ufer der dortigen, seeartig erweiterten Stelle Pool Malebo des Flusses Kongo. Das Gebiet der Station war von dem lokalen König Makoko des Teke-Stamms im Jahr 1880 an Brazza in einem Vertrag überlassen worden. König Makoko unterzeichnete einen Schutzvertrag mit Brazza, womit seine Ländereien dem französischen Kaiserreich unterstellt wurden. Auf der Berliner Konferenz von 1884 wurde die französische Kontrolle über dieses Gebiet offiziell festgeschrieben. Die Stadt wurde 1904 zur Hauptstadt des französischen Kongo. Sie blieb auch die Hauptstadt, als Französisch-Äquatorialafrika 1910 als Föderation französischer Kolonialstaaten gegründet wurde: Sie umfasste Gabun, die Zentralafrikanische Republik und den Tschad bis 1960.
Die Einwohnerzahl stieg von etwa 5000 Einwohnern um die Jahrhundertwende auf etwa 100.000 im Jahre 1950. Im Oktober 1940 schloss sich Französisch-Kongo unter Félix Éboué dem „Freien Frankreich“ an, dem von Deutschland im Zweiten Weltkrieg nicht besetzen Teil Frankreichs, nachdem im September 1940 ein Versuch, dem Vichy-Regime das senegalesische Dakar zu entreissen, gescheitert war. Brazzaville war ab dem 26. Oktober 1940 Hauptstadt des „Freien Frankreich“. Der im Londoner Exil befindliche Führer von „France Libre“, General Charles de Gaulle, hatte hier einen festen Regierungssitz, die heutige Residenz des französischen Botschafters („Case de Gaulle“). 1943 wurde der Sitz nach Algier in Algerien verlegt. Ab dem 30. Januar 1944 fand unter Leitung Generals de Gaulle die Konferenz von Brazzaville über die zukünftige Ordnung im französischen Kolonialreich statt.
Das älteste noch existierende Bauwerk der Stadt ist die im Backsteinstil um 1900 errichtete Kathedrale, die sich aus der dort befindlichen katholischen Missionsstation entwickelt hatte (heute Sitz des Erzbischofs von Brazzaville). Frankreich hat in der Stadt zahlreiche weitere architektonisch bemerkenswerte Gebäude und Bauwerke sowohl der traditionellen sogenannten Kolonialarchitektur als auch der von der Bauhaus-Tradition und von Le Corbusier beeinflussten klassischen Moderne hinterlassen (u. a. Architekt Roger Errell, Kirche Sainte Anne, „Case de Gaulle“, das sogenannte Air-France-Gebäude, Cinéma Vogue, Sitz des Schatzamtes, Gebäude der heutigen russischen Botschaft, mehrere Verwaltungsbauten).
Der Begründer dieser ehemaligen französischen Kolonie, de Brazza, wird auch heute von den Kongolesen nicht als Kolonisator im sonst üblichen negativen Sinn verstanden, sondern als Begründer des kongolesischen Staates verehrt. Er äußerte sich im späteren Leben negativ über seinen früheren Auftraggeber Frankreich und die kolonialen Gräueltaten. Seine sterblichen Überreste befinden sich in einem großen Kuppel-Bauwerk, das gleichzeitig Museum ist („Mémorial de Brazza“). Es wurde zu seinem hundertsten Todestages im Jahr 2006 für umgerechnet 10 Millionen Schweizer Franken erbaut.

## Wappen
Das Wappen ist geviert. Im ersten Feld in Rot eine rechtsgelegte silberne Fahne (Fahnenstange mit Wimpel), im zweiten Feld in Blau ein goldener Elefantenkopf en face mit rechtsliegendem Rüssel gestellt und von drei goldenen Lilien in Reihe begleitet, über und je eine neben dem Kopf. Das dritte Feld zeigt in Gold (2:1) gestellte rote Rauten (drei aufrechtstehende Blätter der Maniokpflanze), im letzten Feld in Silber ein schwarzer Pfahl.

## Militär
Die École militaire préparatoire Général Leclerc (EMPGL) befindet sich in Brazzaville.

## Wirtschaft und Infrastruktur
Brazzaville ist wichtiger Knotenpunkt der Schifffahrt auf dem Kongo flussaufwärts (ab Brazzaville flussabwärts ist der Fluss nicht mehr schiffbar) und Endpunkt einer einspurigen Eisenbahnlinie zur Atlantikküste an den Tiefseehafen Pointe-Noire. Der internationale Flughafen der Stadt heißt Brazzaville Maya-Maya. Der sogenannte Holzhafen (port à grumes) für Holztransporte aus dem Norden wird zurzeit modernisiert und ausgebaut. Die von Brazzaville nach Norden an die Grenze zu Kamerun führende Nationalstraße ist mittlerweile vollständig befestigt. Sie führt nördlich des Äquators ab der Provinzstadt Makoua durch unberührten tropischen Regenwald und ist damit eine der landschaftlich attraktivsten Autorouten in Afrika.
Brazzaville ist neben Pointe Noire Zentrum der Getränkeindustrie und Mittelpunkt einer sich entwickelnden Banken- und Versicherungswelt für Zentralafrika.
Brazzaville ist Amtssitz der Regionalorganisation der Weltgesundheitsbehörde WHO für den gesamten subsahara-afrikanischen Kontinent einschließlich Marokkos („Cité OMS“) und damit der größten Regionalorganisation der in Genf ansässigen Zentrale dieser VN-Einrichtung. Die Stadt besitzt mit der Universität Marien Ngouabi und mehreren angeschlossenen Instituten eine sich entwickelnde tropenmedizinische Forschungslandschaft.

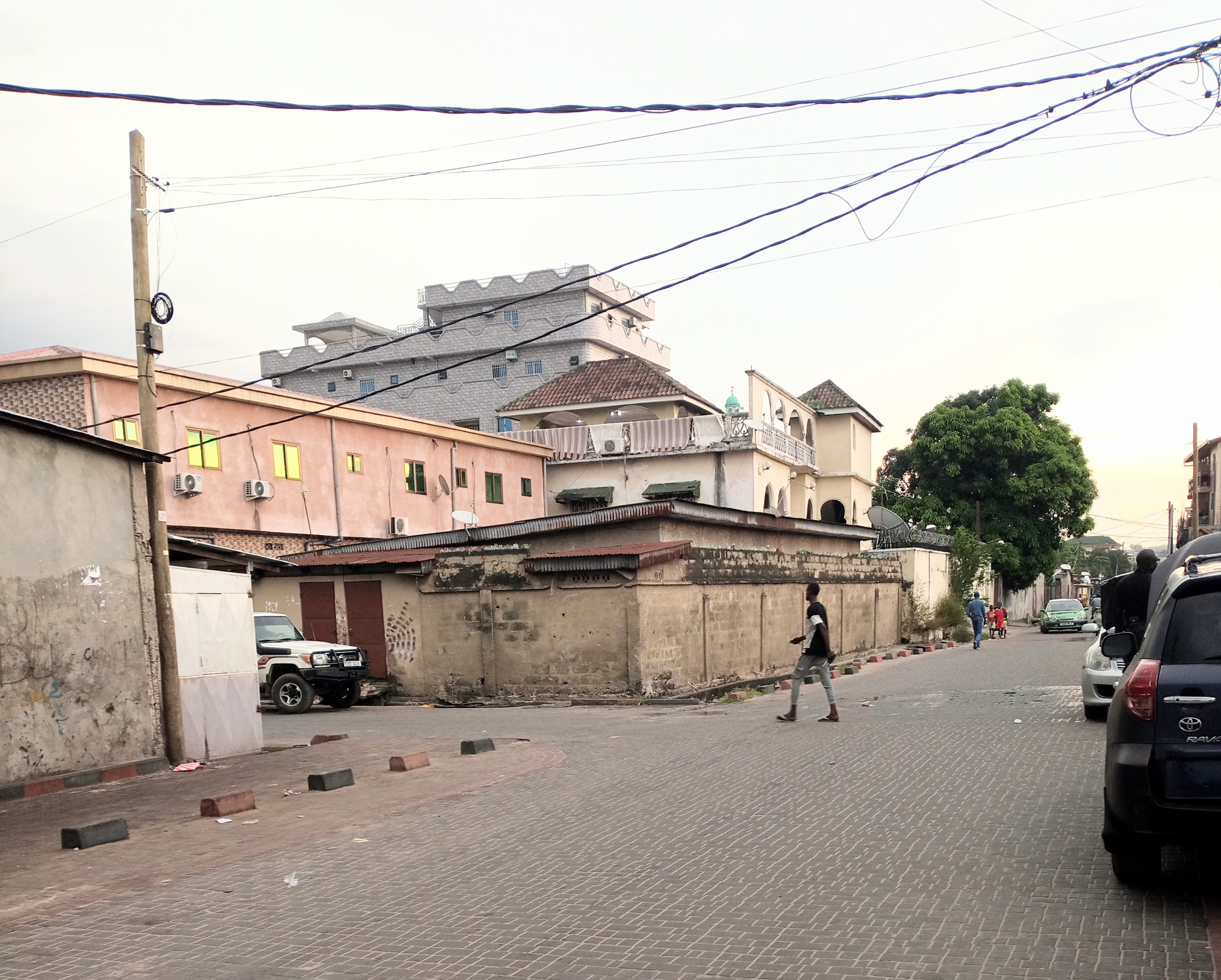
Straße in Brazzaville

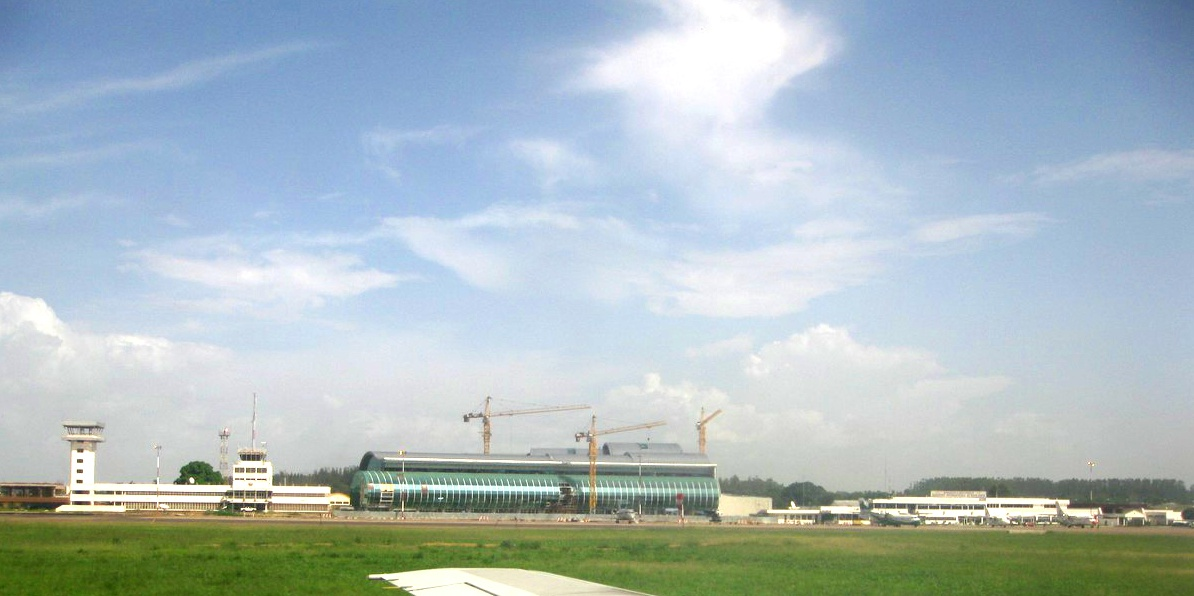
Internationaler Flughafen Brazzaville Maya-Maya
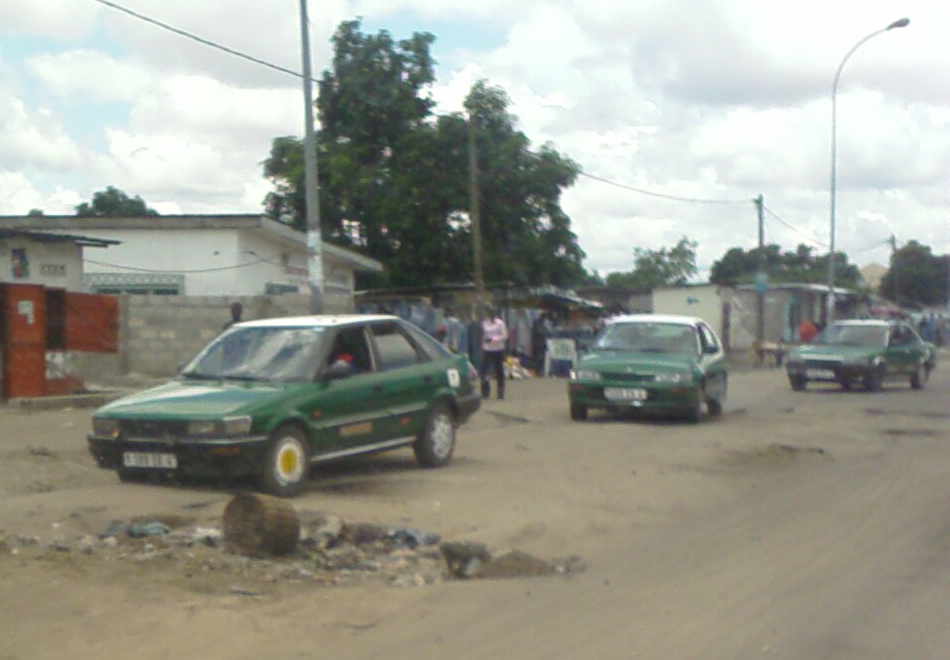
Taxis in Brazzaville
- Brazzaville (2005)

## Städtepartnerschaften
Brazzaville unterhält mit folgenden Städten Städtepartnerschaften:
- Windhoek, Namibia, seit Ende Juli 2011[6]
- Dresden, Deutschland, seit 1975
- Washington, D.C., Vereinigte Staaten
- Dakar, Senegal
- Reims, Frankreich, offiziell seit 1961, wiederbelebt im November 2011[7]

## Sport
Der Fußballklub JS Talangaï ist in Brazzaville beheimatet.

## Söhne und Töchter der Stadt
- Nadège Abomangoli (* 1975), französische Politikerin (FI)
- Gilles Anthony Afoumba (* 1996), Sprinter
- Bienvenu Manamika Bafouakouahou (* 1964), katholischer Geistlicher, Erzbischof von Brazzaville
- Lorène Bazolo (* 1983), portugiesisch-kongolesische Sprinterin
- Emile Biayenda (* 1965), Jazzperkussionist
- Marcelle Bouele Bondo (* 1993), Sprinterin
- Franck Elemba (* 1990), Kugelstoßer
- Oscar Ewolo, kongolesischer Fußballnationalspieler
- Silvère Ganvoula (* 1996), Fußballspieler
- Rolf-Christel Guié-Mien (* 1977), deutsch-kongolesischer Fußballspieler
- Flore Hazoumé (* 1959), Autorin
- Serge Ibaka (* 1989), spanisch-kongolesischer Basketballspieler
- Franchel Ibara (* 1989), kongolesischer Fußballspieler
- Bill Kouélany (* 1965), Malerin, Theaterautorin, Teilnahme an der Documenta Kassel
- Aurlus Mabélé (1953–2020), Soukous-Sänger und Komponist
- Béni Makouana (* 2002), Fußballspieler
- Fernand Mayembo (* 1996), kongolesisch-französischer Fußballspieler
- Bevic Moussiti-Oko (* 1995), kongolesisch-französischer Fußballspieler
- Betchaïdelle Ngombele (* 2004), Handballspielerin
- Camille Oponga, kongolesischer Fußballspieler
- Hélène de Saint-Père (1963–2022), französische Schauspielerin
- Wilfried N’Sondé (* 1968), französischer Schriftsteller und Musiker
- Francine Ntoumi (* 1961), Molekularbiologin und Malariaforscherin
- Marcel Gotène, bedeutendster Vertreter der Malerschule Poto-Poto

## Klimatabelle
|                       | Jan  | Feb  | Mär  | Apr  | Mai  | Jun  | Jul  | Aug  | Sep  | Okt  | Nov  | Dez  |   |      |
| Mittl. Tagesmax. (°C) | 30,1 | 30,8 | 31,3 | 31,8 | 30,2 | 28,1 | 26,5 | 27,9 | 29,6 | 30,1 | 30,1 | 29,8 | ⌀ | 29,7 |
| Mittl. Tagesmin. (°C) | 21,3 | 21,2 | 21,2 | 21,6 | 21,2 | 18,7 | 17,1 | 18,1 | 19,9 | 21,0 | 21,2 | 21,2 | ⌀ | 20,3 |
|                       |      |      |      |      |      |      |      |      |      |      |      |      |   |      |
| Niederschlag (mm)     | 139  | 131  | 195  | 211  | 127  | 4    | 1    | 2    | 37   | 135  | 235  | 179  | Σ | 1396 |
|                       |      |      |      |      |      |      |      |      |      |      |      |      |   |      |
| Sonnenstunden (h/d)   | 5,1  | 5,4  | 5,7  | 5,9  | 5,2  | 4,6  | 3,9  | 4,5  | 4,4  | 4,5  | 5,1  | 5,7  | ⌀ | 5    |
|                       |      |      |      |      |      |      |      |      |      |      |      |      |   |      |
| Regentage (d)         | 10   | 9    | 11   | 11   | 8    | 1    | 0    | 1    | 4    | 8    | 15   | 11   | Σ | 89   |
|                       |      |      |      |      |      |      |      |      |      |      |      |      |   |      |
| Luftfeuchtigkeit (%)  | 81   | 80   | 79   | 81   | 81   | 79   | 77   | 73   | 71   | 76   | 81   | 82   | ⌀ | 78,4 |

| 21,3 |

| 21,2 |

| 21,2 |

| 21,6 |

| 21,2 |

| 18,7 |

| 17,1 |

| 18,1 |

| 19,9 |

| 21,0 |

| 21,2 |

| 21,2 |

| 21,3 |

| 21,2 |

| 21,2 |

| 21,6 |

| 21,2 |

| 18,7 |

| 17,1 |

| 18,1 |

| 19,9 |

| 21,0 |

| 21,2 |

| 21,2 |